# إليوت فيتش شيبرد
إليوت فيتش شيبرد (بالإنجليزية: Elliott Fitch Shepard) هو محامي وصحفي أمريكي، ولد في 25 يوليو 1833 في جيمستاون في الولايات المتحدة، وتوفي في 24 مارس 1893 في مانهاتن في الولايات المتحدة بسبب استسقاء.